# Succinivibrionaceae
Die Succinivibrionaceae sind eine Familie von Bakterien in der Ordnung Aeromonadales.

## Merkmale

### Erscheinungsbild
Es handelt sich um stäbchenförmige Bakterien. Die Zellen können gerade, leicht gekrümmt oder spiralförmig sein. Die spiralförmigen Stäbchenzellen von Anaerobiospirillum können eine Länge von bis zu 32 µm erreichen, normale Größen dieser Gattung bewegen sich zwischen 0,6 und 0,8 µm in der Breite sowie zwischen 3 und 15 µm in der Länge. Die Gattung Ruminobacter ist nicht beweglich (motil), andere Gattungen besitzen Geißeln zur Fortbewegung, z. B. besitzt Anaerobiospirillum an beiden Enden (bipolar) Büschel von Geißeln. Die Zellenden der Stäbchen von Succinivibrio sind zugespitzt.
Endosporen werden nicht gebildet. Der Gram-Test verläuft negativ, die Familie zählt zu den Proteobacteria.

### Stoffwechsel
Alle Vertreter sind chemo-organotroph, eine Photosynthese findet nicht statt. Sie sind strikt anaerob, sie tolerieren also keinen Sauerstoff. Kohlenhydrate, wie z. B. Glucose, werden zu Succinat (Anion der Bernsteinsäure) und Acetat (Anion der Essigsäure) fermentiert. Nitrat wird nicht reduziert. Der Katalase-Test verläuft negativ.

### Chemotaxonomie
Der GC-Gehalt, also der Anteil der Nukleinbasen Guanin und Cytosin in der DNA, liegt im Bereich von 39–44 Molprozent. Die in den Membranlipiden vorkommenden Fettsäuren sind hauptsächlich Moleküle mit einer geraden Zahl von Kohlenstoffatomen und keiner Doppelbindung (gesättigte Fettsäuren, 35–66 %) oder Doppelbindungen (ungesättigte Fettsäuren, 19–59 %). Daneben kommen auch gesättigte Fettsäuren mit einer Hydroxygruppe, mit den Abkürzungen 3-OH-C16:0 (3-Hydroxy-hexadecansäure) und 3-OH-C18:0 (3-Hydroxy-octadecansäure) vor, ihr Anteil liegt bei 4–11 %. Verzweigtkettige Fettsäuren, Cyclopropanfettsäuren oder Fettsäuren mit einer ungeraden Anzahl an Kohlenstoffatomen kommen nicht vor.

### Pathogenität
Anaerobiospirillum thomasii ist humanpathogen und Erreger von Diarrhoe (Durchfall).

## Systematik
Die Familie Succinivibrionaceae wird in der Ordnung der Aeromonadales geführt. Diese Ordnung gehört wiederum zu der Klasse der Gammaproteobacteria. Die Familie wurde im Jahr 1999 von Hans Hippe, einem deutschen Mikrobiologen, erstbeschrieben. Folgende Gattungen sind bekannt (Stand: 12. Mai 2024):
- Anerobiospirillum Davis et al. 1976 emend. Malnick 1997
- "Candidatus Avisuccinivibrio" Gilroy et al. 2021
- Ruminobacter (ex Sijpesteijn 1949) Stackebrandt & Hippe 1987
- Succinatimonas Morotomi et al. 2010
- Succinimonas Bryant et al. 1958
- Succinivibrio Bryant & Small 1956

Succinivibrio ist die Typusgattung der Familie. Der Name dieser Gattung wie auch der Name der Familie verweist auf das Gärungsprodukt Succinat und das Aussehen der Zellen, vibrare aus dem Lateinischen bedeutet „sich schnell hin- und herbewegend“ oder „vibrierend“. Zugleich ist Vibrio der Name einer Bakteriengattung, bei der die gekrümmte Form der Zellen typisch ist.

## Vorkommen
Die bisher entdeckten Vertreter der Succinivibrionaceae wurden aus dem Pansen von Schafen und Rindern oder den Fäzes von Menschen, Katzen und Hunden isoliert. Anaerobiospirillum ist im Dickdarm (Colon) von Hunden nachgewiesen worden.
Succinivibrio dextrinosolvens wurde im Pansen von Rindern und Schafen gefunden. Im Pansen von Wiederkäuern führen Bakterien und auch Einzeller und Pilze die wesentlichen Prozesse zur Verdauung von Cellulose durch. Succinivibrio dextrinosolvens scheint hierbei einen wichtigen Beitrag zum Abbau von Dextrinen zu leisten und nutzt somit ihren Wirten.